# Збаражский, Кшиштоф
Князь Криштоф (Христофор) Збаражский (1580 — 6 марта 1627) — западнорусский шляхтич, староста кременецкий (1608—1627), великий коронный конюший (1615—1627), староста вислицкий, болеславецкий, грубешовский и солецкий. Дипломат Речи Посполитой. Второй сын князя Януша Збаражского и княжны Анны Четвертинской, младший брат князя Юрия Збаражского.
В 1609 принимал участие в военном походе Сигизмунда III Вазы против Московского царства. В 1620—1621 годах участвовал в войне с Турцией и принимал участие в боях под Хотином. С 1622 по 1624 год Кшиштоф Збаражский служил послом Речи Посполитой в Османской империи. За 30 000 талеров посольство выкупило попавших в турецкий плен в битве при Цецоре, в том числе польного гетмана короного Станислава Конецпольского.
Был одним из основателей иезуитской коллегии в Виннице.
Кшиштоф Збаражский был братом Юрия Збаражского, последнего представителя рода Збаражских, умершего в 1631 г. Как и брат, он никогда не был женат и не оставил наследников.

## Документы
- Донесение о посольстве князя К.Збаражского в Турцию в 1622—1623 гг.
- К.Збаражский. "О состоянии Оттоманской империи и её войска